# Нікетамід
Нікетамід (англ. Nikethamide, лат. Nikethamidum) — лікарський препарат, який за своїм хімічним складом є диетиламідом нікотинової кислоти та належить до групи дихальних аналептиків. Нікетамід застосовується парентерально (підшкірно, внутрішньовенно та внутрішньом'язово).

## Фармакологічні властивості
Нікетамід — лікарський препарат, що за хімічним складом є диетиламідом нікотинової кислоти. Механізм дії препарату включає в себе два механізми: центрального механізму, який полягає у стимулюванні дихального і судинорухового центру в довгастому мозку, та периферичного, який полягає у збудженні хеморецепторів каротидного синуса. Наслідком введення препарату є збільшення частоти та глибини дихальних рухів, підвищення периферичного опору судин і підвищення артеріального тиску. Нікетамід не спричинює прямого стимулюючого впливу на серце, проте спричинює безпосередній стимулюючий вплив на нервову систему, і при його передозуванні можуть спостерігатися судоми.

### Фармакокінетика
Нікетамід швидко і добре всмоктується після парентерального застосування, біодоступність препарату становить 100 %. Препарат швидко метаболізується ферментами крові та в печінці. період напіввиведення препарату становить 30 хвилин, час дії препарату близько 1 години. Виводиться препарат із організму з сечею у вигляді метаболітів.

## Показання до застосування
Нікетамід застосовується при колапсі, асфіксії, шокових станах, гострих та хронічних порушеннях кровообігу, зниженні тонусу судин і пригніченні дихання при інфекційних захворюваннях та у період одужання, отруєннях снодійними і анальгетиками.

## Побічна дія
При застосуванні нікетаміду можуть спостерігатися наступні побічні ефекти: неспокій, посмикування м'язів, почервоніння обличчя, свербіж шкіри, блювання, аритмії, болючість або інфільтрат у місці введення.

## Протипокази
Нікетамід протипоказаний при підвищеній чутливості до препарату, схильності до судомних нападів, епілепсії, порфірії, гіпертермії в дітей, вагітності та годуванні грудьми.

## Форми випуску
Нікетамід випускається у вигляді 25 %розчину для ін'єкцій у ампулах по 1 мл та 2 мл; та крапель для прийому всередину у вигляді 25 % розчину по 15, 25, 30 і 50 мл.